# 国民統一進歩党
国民統一進歩党（こくみんとういつしんぽとう、アラビア語:حزب التجمع الوطني التقدمي الوحدوي 、ラテン文字転写:Hizb al Tagammu' al Watani al Taqadomi al Wahdawi、英語:National Progressive Unionist Party）は、エジプトの政党である。国民進歩統一党、タガンム（党）、タガンマア（党）ともいう。1976年に複数政党制が導入された際に設立された体制内左派の組織が翌1977年に改編されて結成された。

## 概要
社会民主主義、アラブ民族主義、反帝国主義を掲げる左派政党で、経済自由化やグローバル化、国営企業民営化には反対の立場を取っている。支持者は、ナーセル時代に行われた土地改革や教育改革の恩恵を受けた農民や工場労働者が多く、支持者の政治的立場はナーセル主義やマルクス主義者、アラブ民族主義・アラブ社会主義者など左派系が多い。
政府提案の法案に抵抗するなど存在感を示してはきたが、体制内左派との批判を払拭できず、党の支持率は最近低落する傾向にあった。2005年の人民議会議員選挙では、党結成以来党首を勤めてきたハーリド・モヘユッディーンがムスリム同胞団系の候補に敗れて落選するなど苦戦し、444議席中2議席に留まった。2010年の人民議会議員選挙ではムスリム同胞団がボイコットしたこともあり、5議席を獲得した。その後、2011年にはエジプト革命に反政府側として参加した。
2011年11月から2012年1月にかけて行われた人民議会選挙においては、自由エジプト人党などのエジプト・ブロックに属して選挙に参加した。
2012年エジプト大統領選挙には、ヒシャーム・バスタウィシーを立てたが、第一回投票で9位に終わった。